# Otakar Hůrka
Otakar Hůrka (10. září 1889 Koloděje u Prahy  – 21. července 1966 Praha) byl český akademický malíř, krajinář a žák Aloise Kalvody.

## Život a dílo
V letech 1903 až 1908 byl žákem význačného českého krajináře z přelomu 19. a 20. století Aloise Kalvody. Se svým učitelem zřejmě spolupracoval delší dobu, protože dle vzpomínek Martina Benky jej přivítal v pražském ateliéru Aloise Kalvody v r. 1909. Se školou Aloise Kalvody opakovaně vystavoval. V r. 1905 Zlatá Praha publikuje jeho obraz Z městečka u Křivoklátu.
V r. 1913 vydává soubor tříbarevných dřevorytů pod názvem Album Posázaví (s úvodem Boh. Blažka), které zahrnuje pohledy na Šternberk, Rataje[nepřesný odkaz], Sázavu, Talmberk aj. V březnu 1920 před odjezdem do Francie zakládá stálou výstavku svých děl na Královských Vinohradech ve Slezské ul. č. 32.
V letech 1920–1923 byl Hůrka na studijní cestě ve Francii (stipendium od prezidenta T. G. Masaryka). V roce 1921 vystavoval v pařížském Jarním salonu Českou krajinu s velkým ohlasem v listech Echo de Paris, Petit Parisien, Journal. Umělecké revue Les Tablettes a La Revue Modeme přinesly řadu reprodukcí jeho děl. Na Podzimním salonu téhož roku vystavoval mimo jiné dvě velká plátna z bojiště první světové války z francouzského Terronu a Terron-Vandy, kde se bojů v roce 1918 zúčastnily i československé legie. První obraz byl věnován maršálu Fochovi. Otakar Hůrka byl jmenován členem Salon d'automne jako šestý Čech (Jan Kotěra, František Kupka, Viktor Stretti, Jaromír Stretti-Zamponi, Tavík František Šimon). 
Po návratu do vlasti, kterou již nikdy potom neopustil, maloval a vystavoval svoje krajiny převážně z oblasti Polabí a hlavně ze svého milovaného Posázaví. Podobně jako jeho učitel Al. Kalvoda byl  Hůrka malířem bříz a březových hájů. Dle vzpomínek J. Váchala jej k tomu Kalvoda v učednických letech vedl i dosti "nevybíravým způsobem", kdy jej k jedné bříze přivázal, aby ty ostatní si dobře nastudoval.
Bydlel v Praze, na Vinohradech U Havlíčkových sadů 1. Za svůj život vytvořil řadu velkoformátových olejů na plátně a zejména větší počet menších olejů na kartonu. Kromě grafické tvorby je i autorem knižních ilustrací a ex libris.  
V roce 1948 byl vyloučen ze Svazu výtvarných umělců a do konce svého života nemohl vystavovat a ani jiným způsobem veřejně prezentovat své práce.

## Ukázka díla

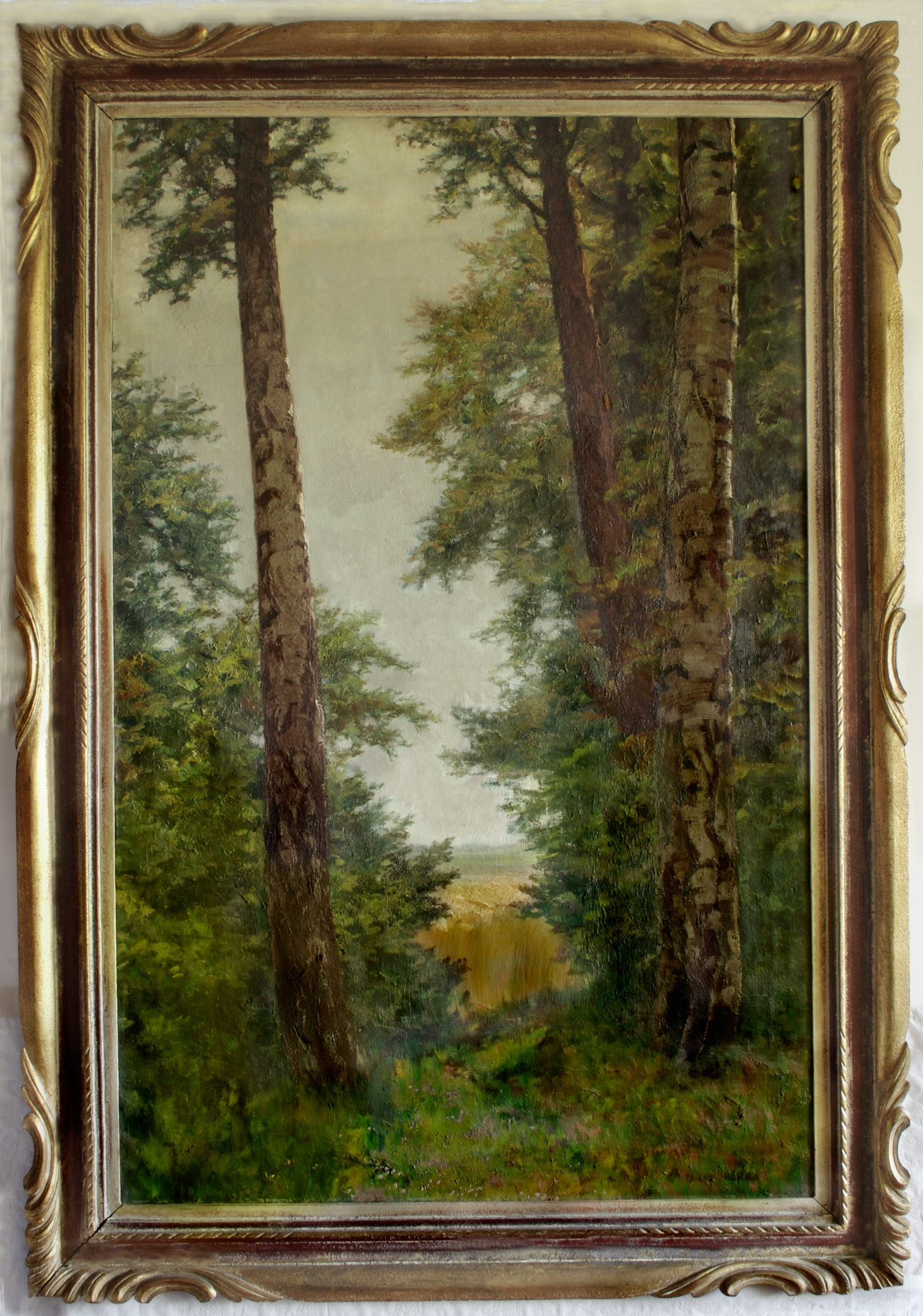
Břízy
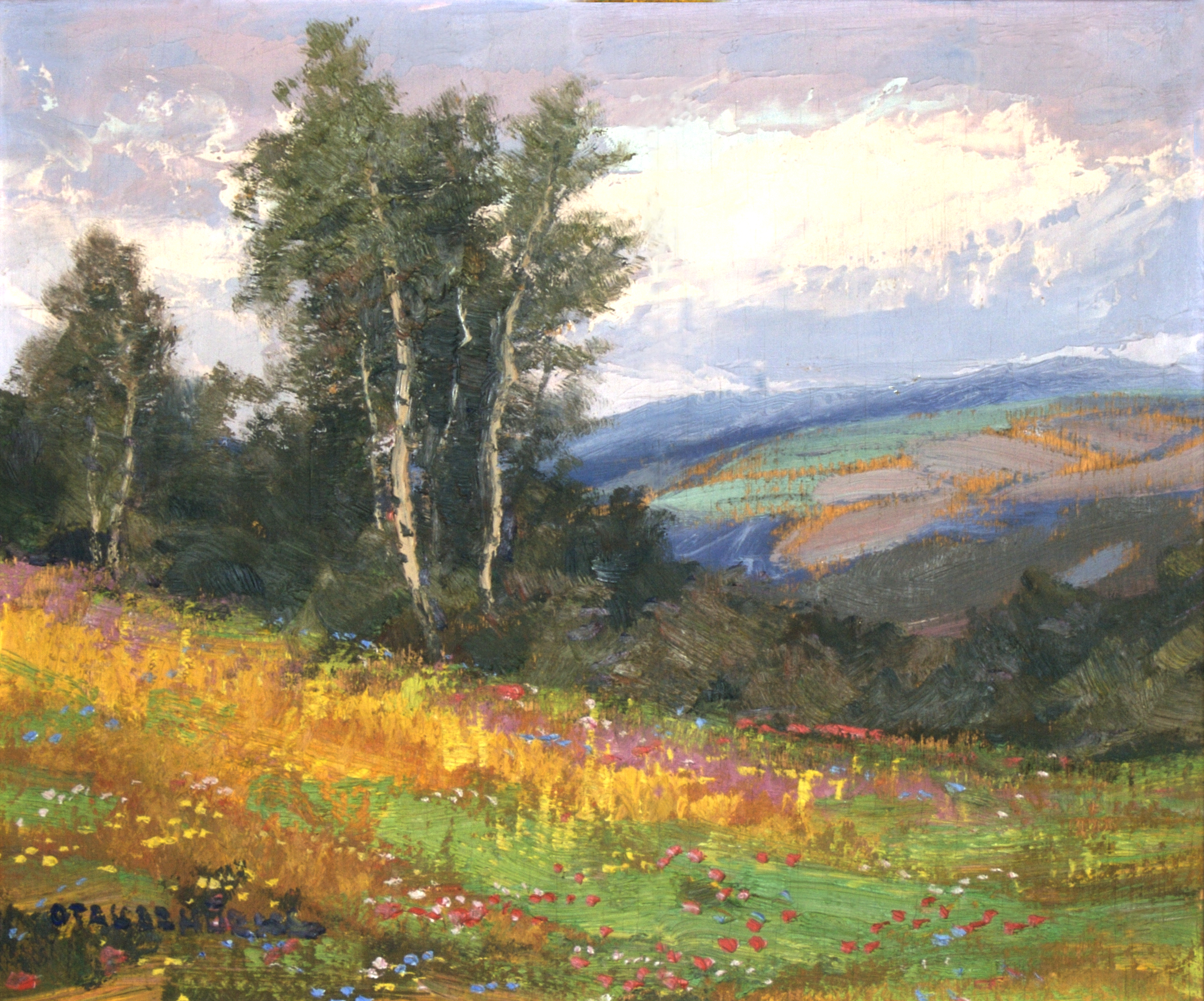
Červen
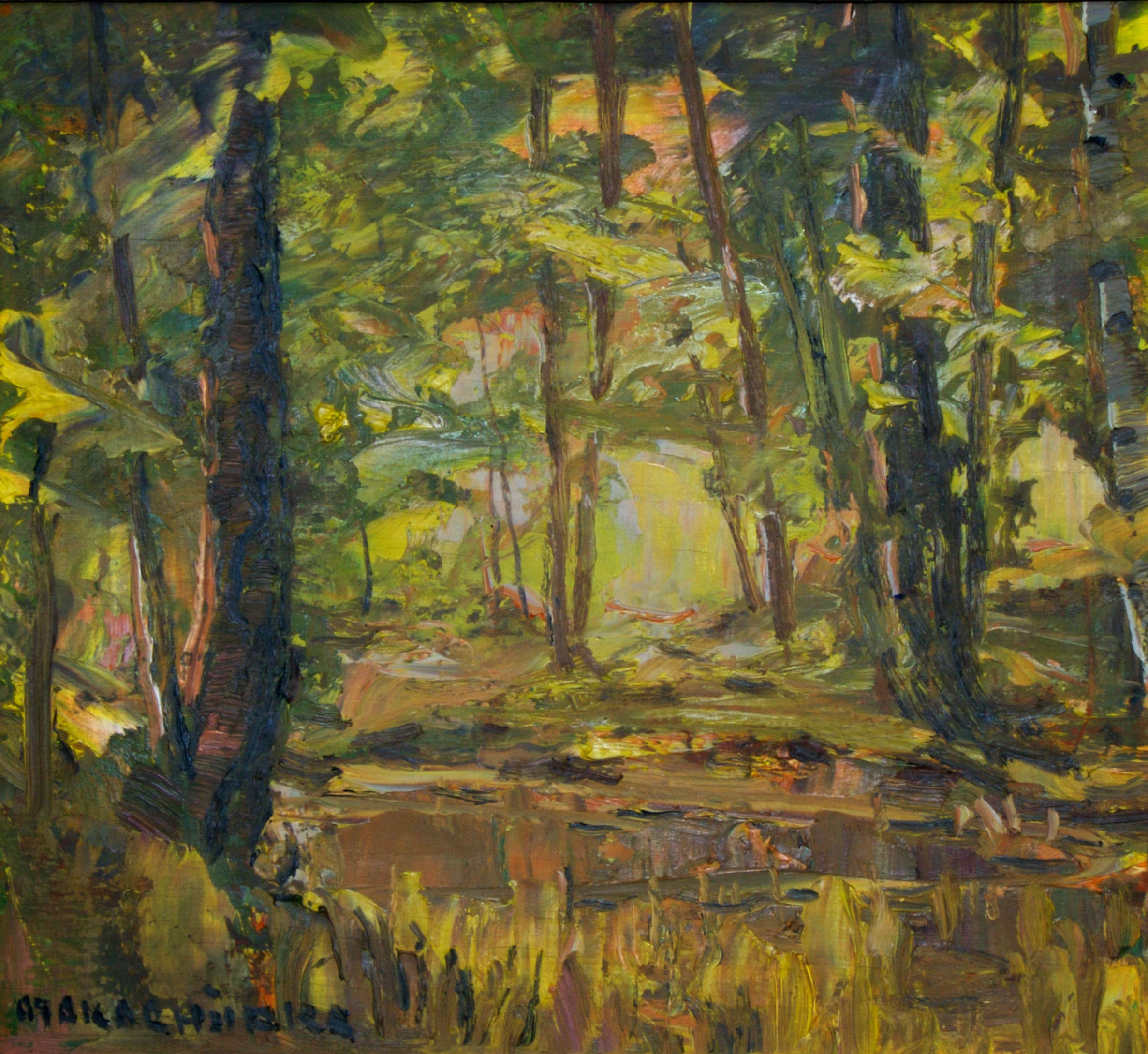
Podzim
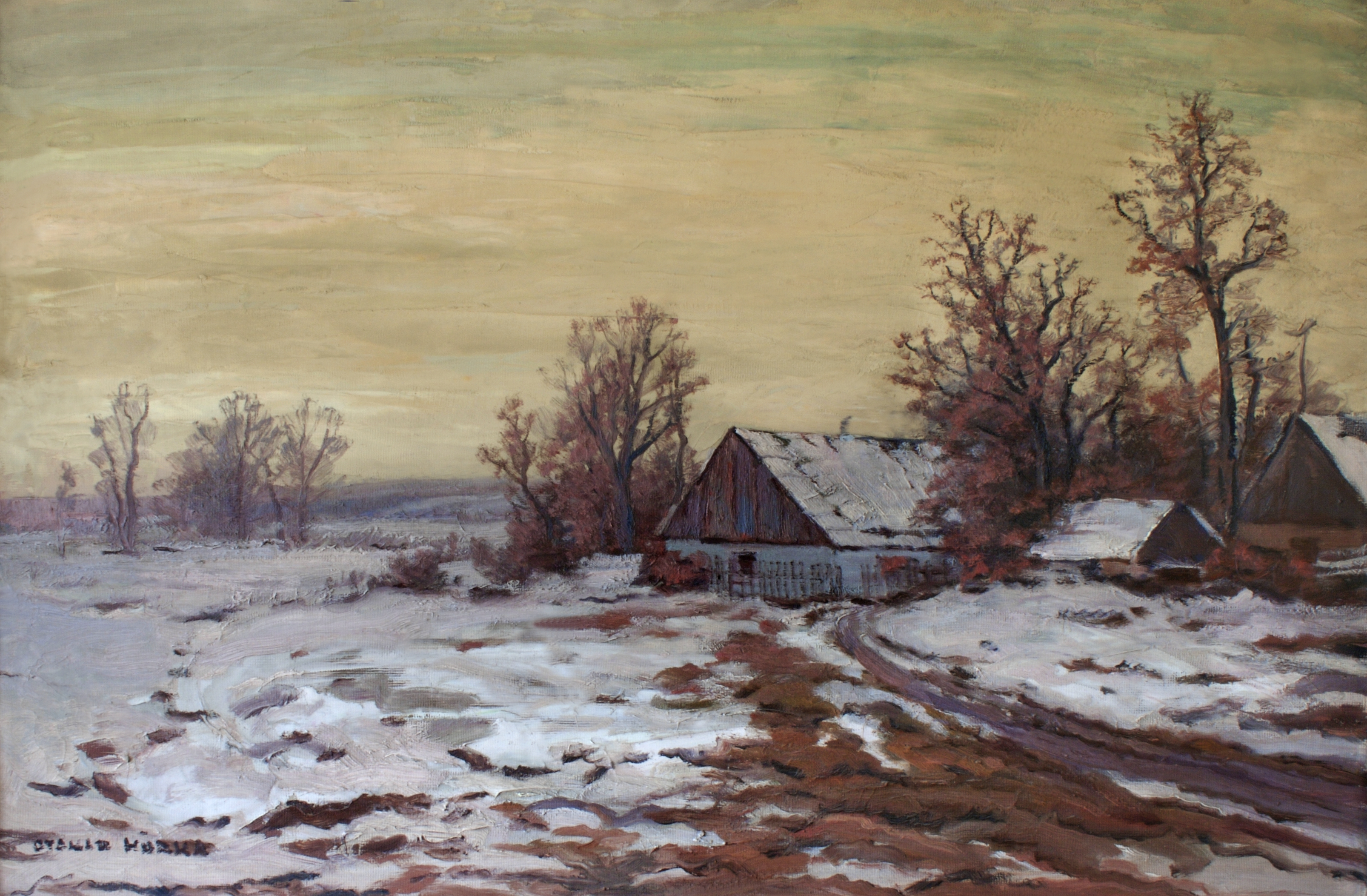
Prosinec